# Piña colada
Pour les articles homonymes, voir Piña et Colada.
La piña colada  (piña, ananas, et  colada, filtrée, ananas filtré, en espagnol) est un cocktail officiel de l'IBA (International Bartenders Association, en anglais, et Association internationale des barmen, en français), à base de rhum, jus d'ananas et crème de noix de coco, originaire de l’île de Porto Rico des grandes Antilles de la mer des Caraïbes, dont elle est déclarée boisson nationale depuis 1978,.

## Étymologie
Le nom piña colada signifie littéralement « ananas filtré » en espagnol, en référence au jus d'ananas fraîchement pressé et filtré utilisé dans la préparation de la boisson. Le mot est à l'origine des cocktails dits « coladas ».

## Histoire
La légende de Roberto Cofresí raconte que ce célèbre pirate portoricain de la mer des Caraïbes du XIXe siècle, concoctait un breuvage à base de rhum, noix de coco, et ananas, pour donner le moral, de la motivation, et du courage, à l'équipage de son navire...

Quelques présentations
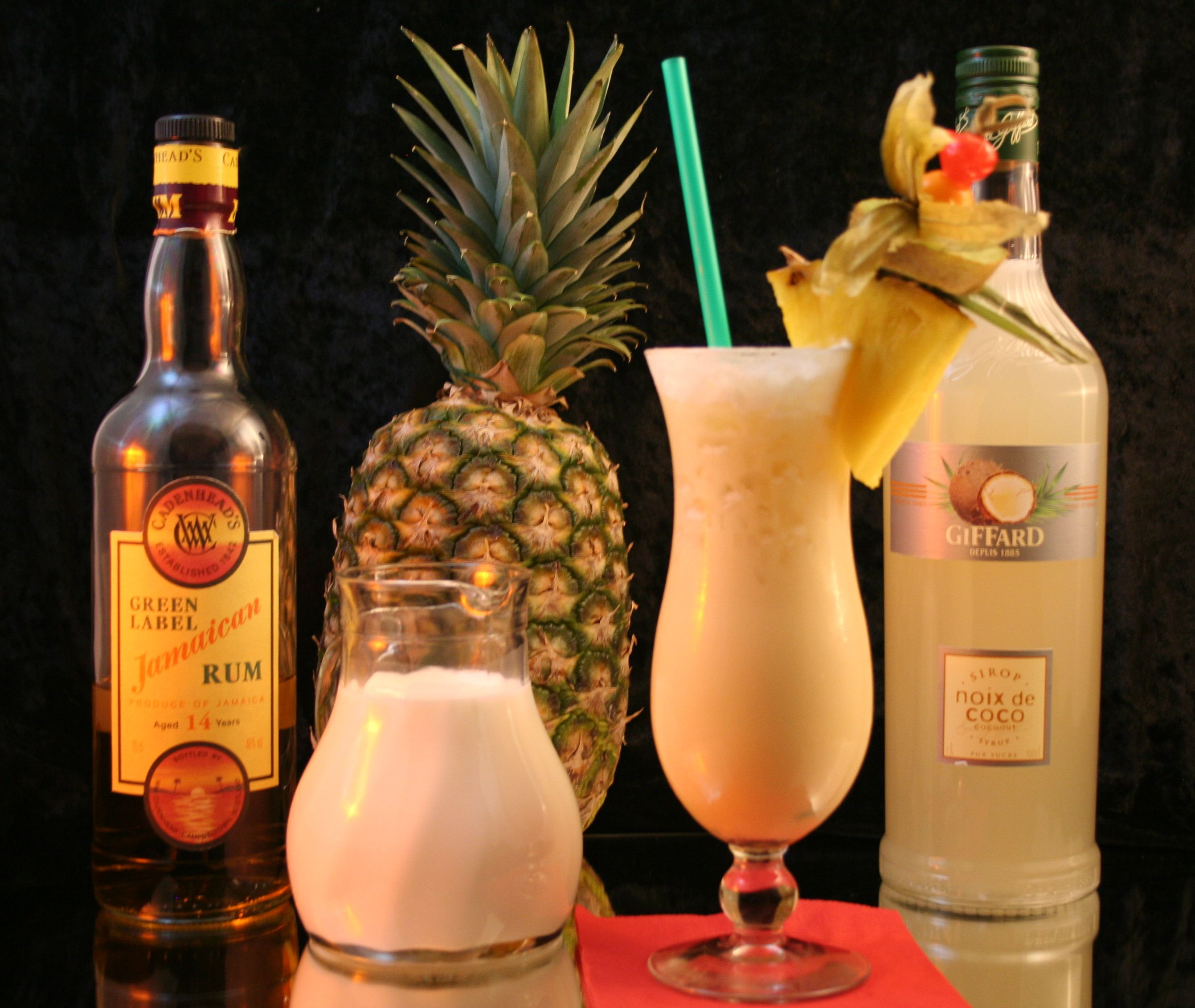
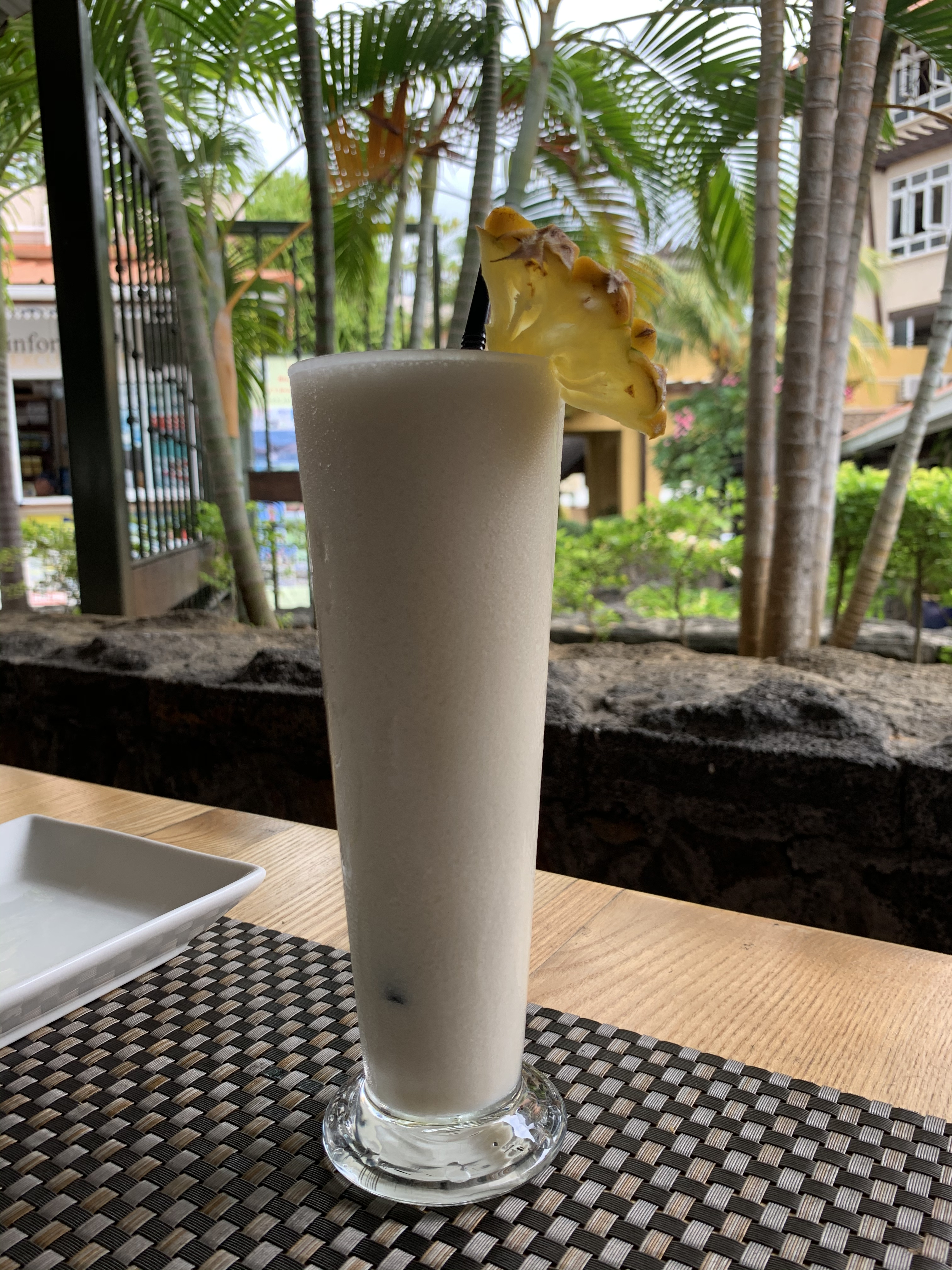
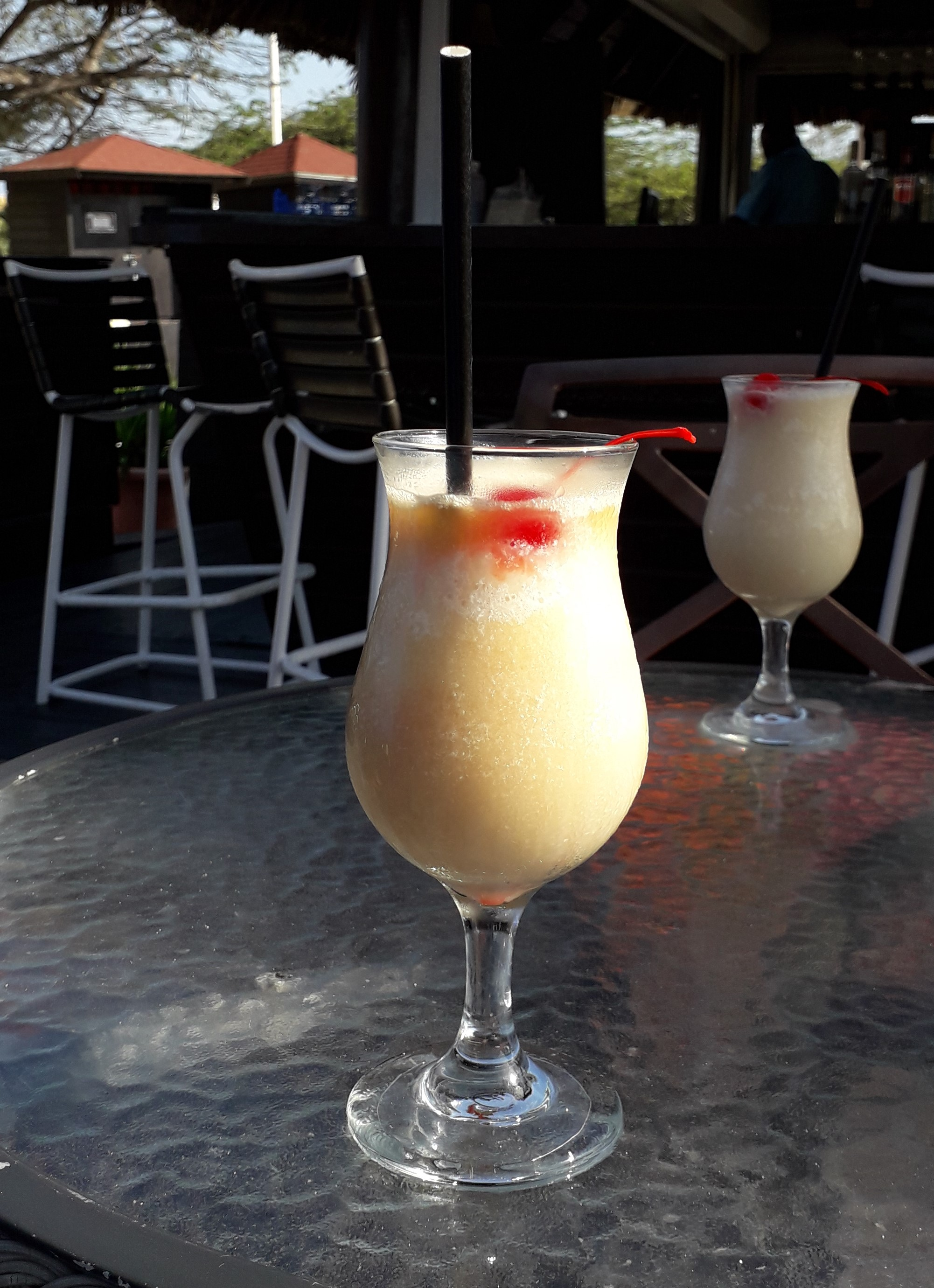
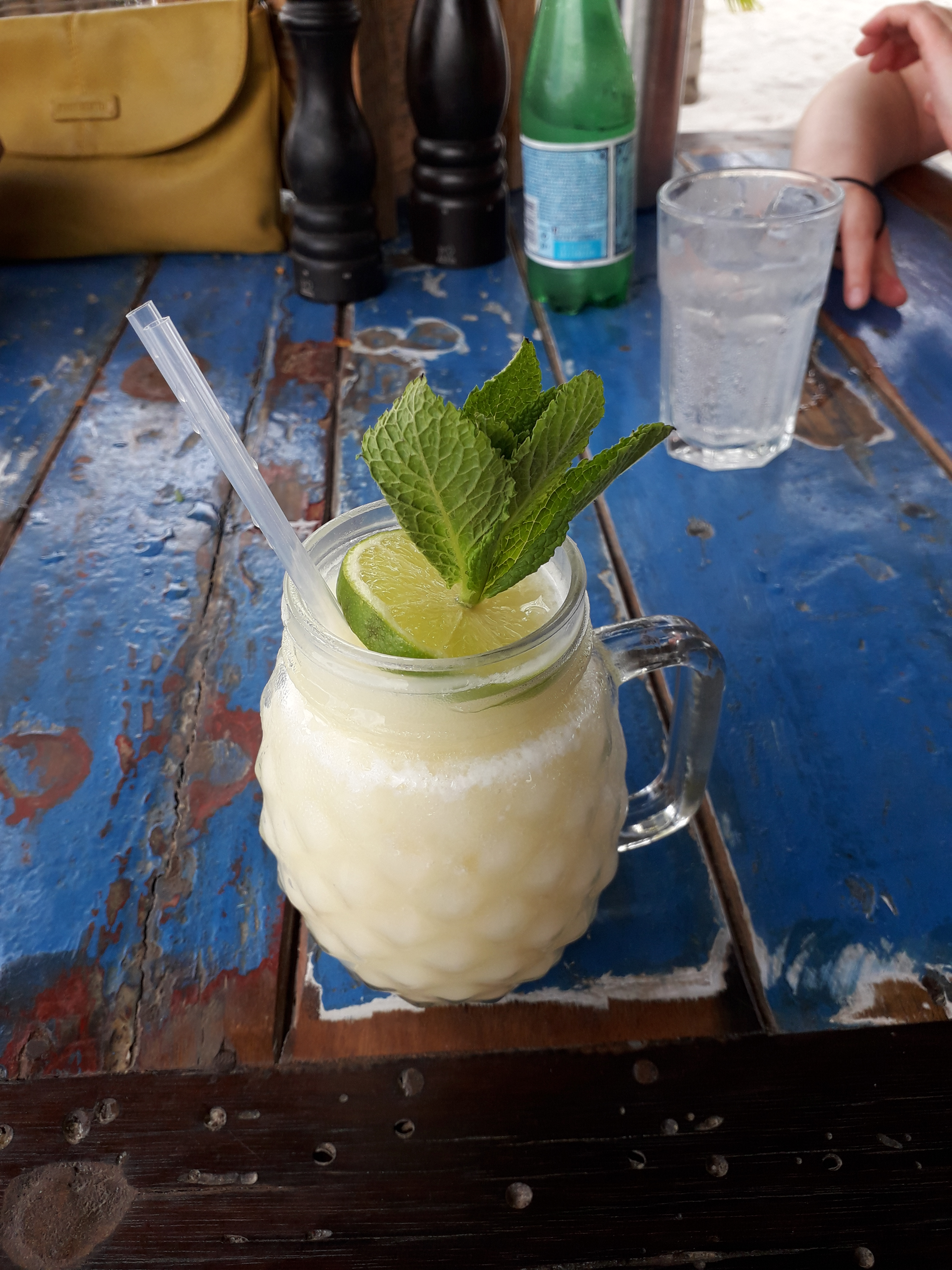
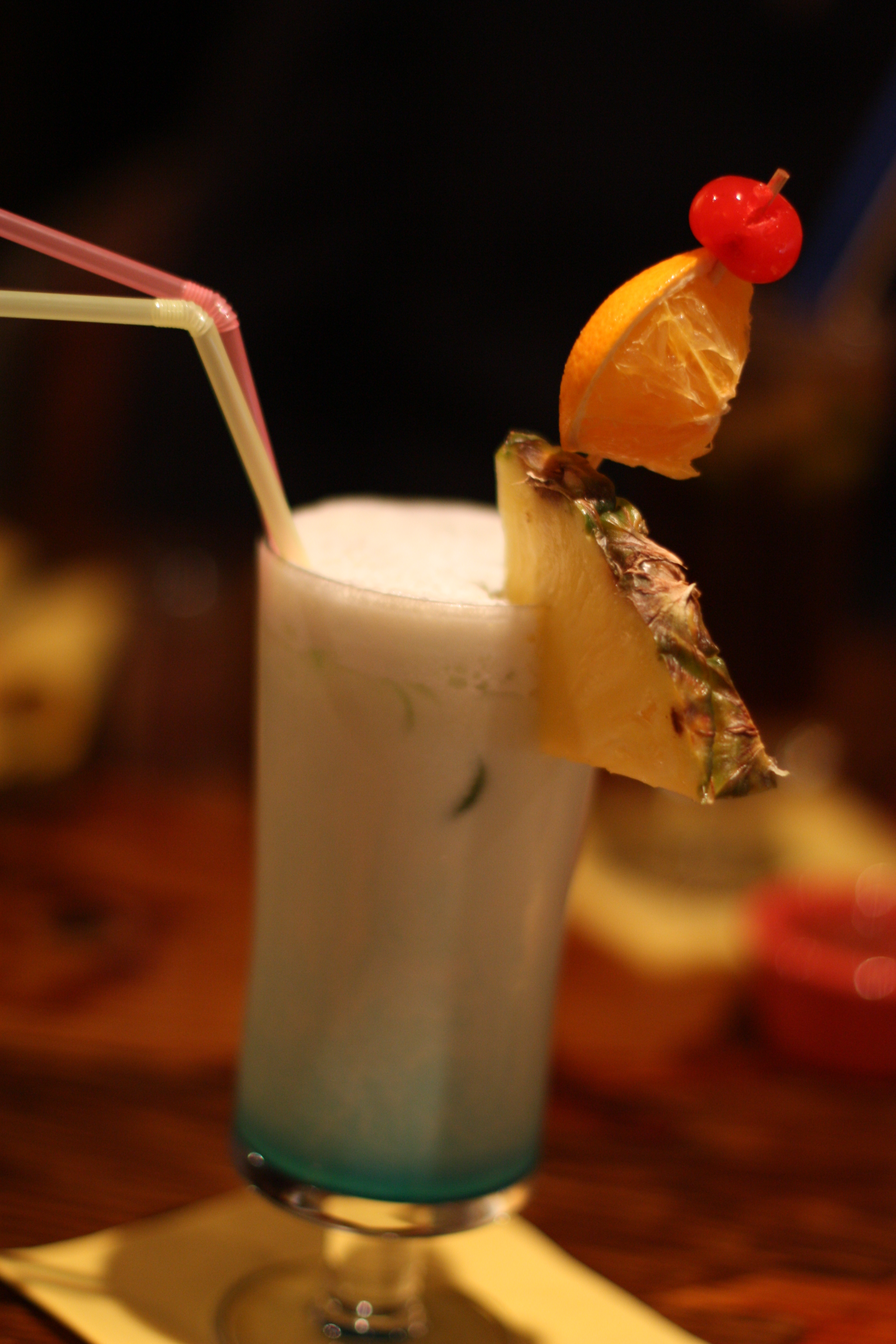

La revue Travel Magazine de décembre 1922 fait référence à une recette de piña colada à base de rhum, jus d'ananas, sucre, citron vert, et glace. Un article du The New York Times du 16 avril 1950 cite « les boissons des Antilles vont du célèbre punch au rhum de la Martinique, à la piña colada de Cuba (rhum, ananas et lait de coco) ». La création de la recette actuelle de piña colada est revendiquée depuis par plusieurs barmen de Porto Rico, dont Ramon « Monchito » Marrero Pérez, barman du palace Caribe Hilton de Porto Rico, qui prétend l'avoir inventée le 15 août 1954, après avoir perfectionné la recette pendant trois mois. Don Ramon Portas Mingot, barman d'un bar-restaurant du vieux San Juan, prétend lui aussi l'avoir créé en 1963 (avec commémoration historique locale par une plaque en marbre). Ricardo Luis Malave Gracía (surnommé « El Juego ») barman espagnol né à Barcelone en Espagne en 1914, prétend également lui aussi en être l'auteur, avant d'avoir transmis sa recette aux porto-ricains...

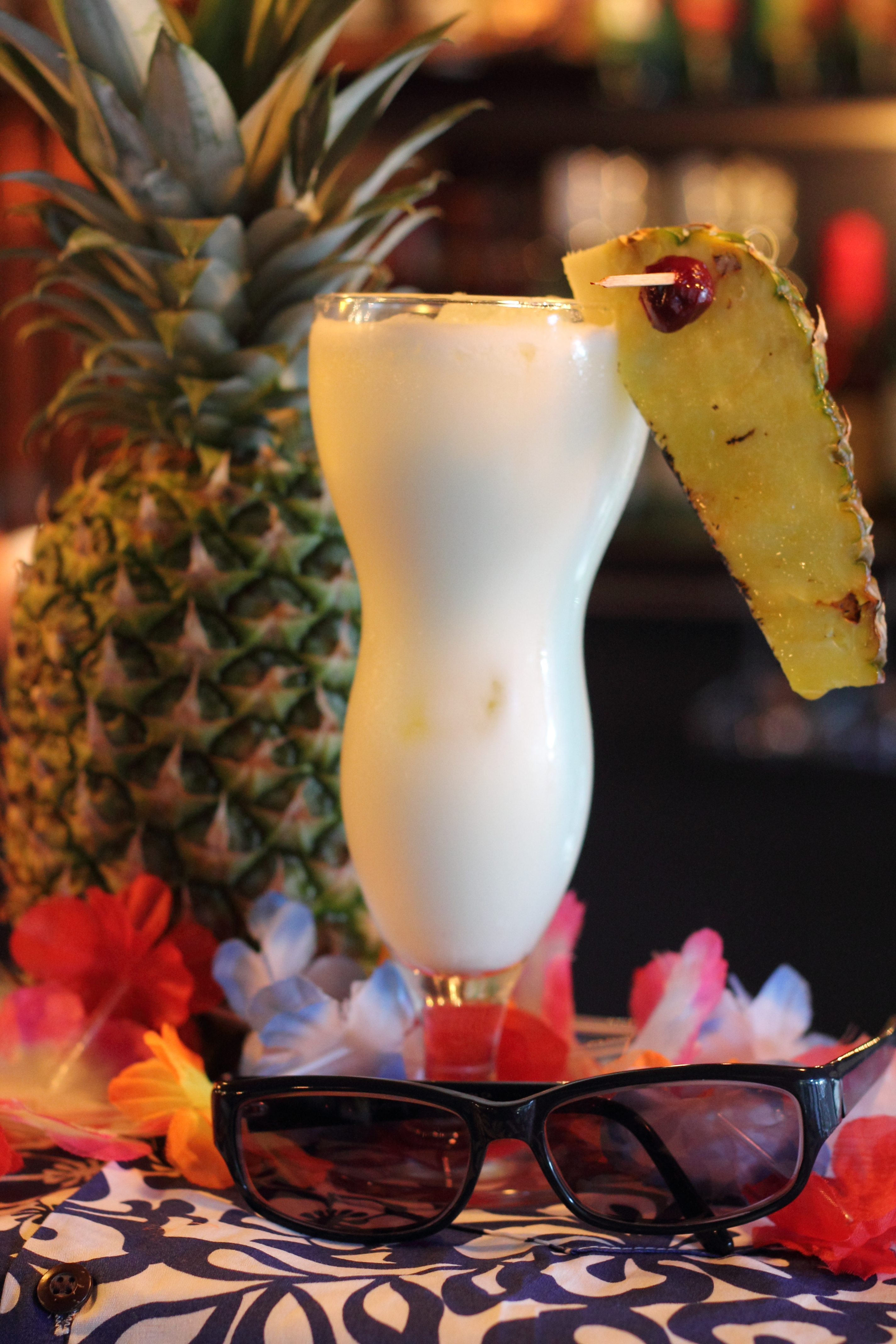

## Préparation
La recette officielle de l'IBA de la piña colada est réalisée avec 5 cl de rhum blanc des Caraïbes, 5 cl de jus d'ananas frais filtré, et 3 cl de crème de noix de coco, le tout mélangé avec de la glace pilée au mixeur ou au shaker jusqu’à obtention d'une consistance crémeuse, mousseuse, et onctueuse. Quelques gouttes de jus de citron vert peuvent être ajoutées.
- 5 cl de rhum blanc
- 5 cl de jus d'ananas
- 3 cl de crème de noix de coco

La préparation est servie dans un verre ouragan (ou bien dans une noix de coco ou un ananas) avec une paille, une tranche d'ananas, et une cerise cocktail pour la décoration.

## Données nutritionnelles
Un verre de piña colada peut procurer autant de calories qu'un cheeseburger de 450 calories, d'après le site Sciences et Avenir.

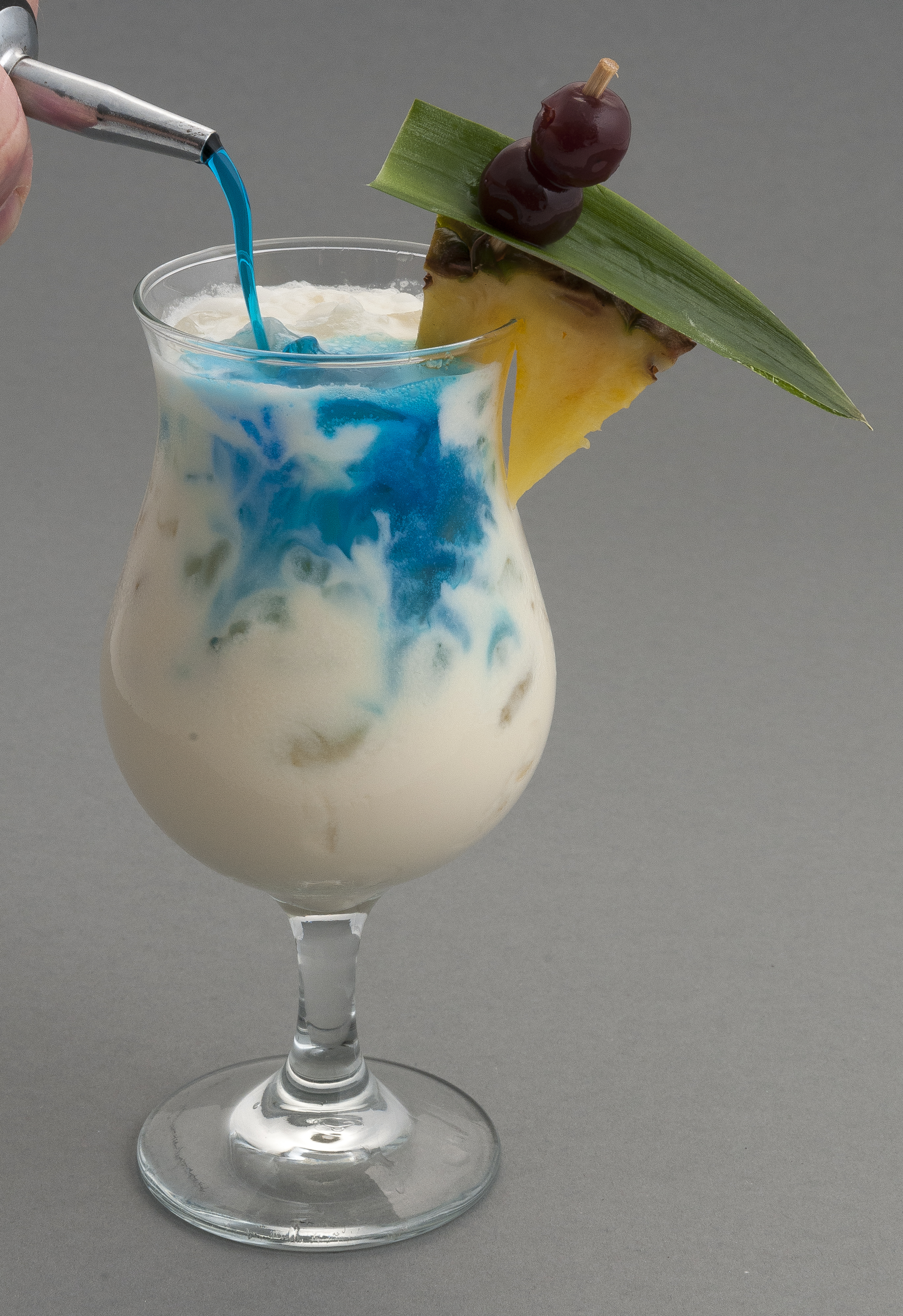
Swimming Pool, variante avec vodka, et curaçao bleu.

## Quelques variantes
Le rhum blanc est parfois remplacé par du rhum ambré, et la crème de noix de coco est parfois remplacée par du lait de coco, de la crème, et du sirop de canne.
- Chi-Chi : avec de la vodka à la place du rhum.
- Blue Hawaii : avec lait de coco et curaçao bleu.
- Miami Beach : gin, jus d'ananas, sirop de canne
- Virgin Piña Colada : version non alcoolisée sans rhum.
- Amaretto colada : avec de l'amaretto à la place du rhum.
- Kiwi Colada : avec du jus de kiwi à la place du jus d'ananas.
- Havana Beach : rhum, jus d'ananas, jus de citron vert, et sirop de canne.
- Swimming Pool : à base de rhum blanc, vodka, crème de noix de coco, curaçao bleu, et jus d'ananas.